# 钱三雄
钱三雄（1967年11月9日—），男，汉族，浙江绍兴人。1988年12月加入中国共产党，1990年8月参加工作。中华人民共和国政治人物。

## 简历
曾任绍兴袍江工业区管委会副主任，越城区副区长，绍兴市交通局局长，中共诸暨市委副书记、代市长、市长，中共绍兴市委常委、诸暨市委书记等职。2015年5月，任中共温州市委副书记，6月兼任政法委书记。2017年2月，任中共湖州市委副书记、代市长。2018年2月24日，当选为第十三届全国人大代表。2019年12月，任中共河北省邢台市委书记。
2022年5月，任安徽省人民政府副省长、省公安厅厅长。
2024年5月，任中共安徽省委常委、宣传部部长。同月，兼任安徽省社科联主席。